# A Cova
A Cova é uma premiada curta-metragem portuguesa, realizada, produzida e co-escrita por Luís Alves, do género thriller e rodada em plano sequência.
Teve a sua estreia em Janeiro de 2011 no Fantasporto

## Sinopse
Cruz e Queimado são dois criminosos com a tarefa espinhosa de se desfazerem de um corpo. Mas um pescador irá intrometer-se e alterar as suas vidas.

## Elenco
Ivo Canelas - Cruz
Afonso Pimentel - Queimado
Augusto Portela - Pescador

## Prémios
Melhor Curta-Metragem Portuguesa - Portugal Underground Film Festival 2012
Melhor Curta-metragem - Shortcutz Lisboa Abril 2011
2º prémio - Festival de Curtas-Metragens de Faro 2011
9 CinEuphoria 2012: - Curta-Metragem (Cinema Português) - Realizador de Curta-metragem (Cinema Português) - Actor Secundário (Cinema Português) - Filme (prémio do Público) - Realizador (prémio do Público) - Actor Secundário (prémio do Público) - Top Curtas-Metragens (Cinema Português) - Top 10 Cinema Português - Top 10 (prémio do Público)